# スクール・デイズ (漫画)
『スクール・デイズ』は、桜沢エリカによる日本の漫画作品。

## 概要
進研ゼミ中学講座中2〈チャレンジ組〉（ベネッセコーポレーション）に『Looking for…』のタイトルで連載された、連作読切シリーズ。単行本化の際に改題された。

## 書誌情報
桜沢エリカ 『スクール・デイズ』 祥伝社〈FEELコミックス〉、全1巻
- 1巻、2003年6月13日発行、ISBN 978-4396763015